# Absorptionswärmepumpe
Eine Absorptionswärmepumpe (AWP) ist ein verfahrenstechnischer Apparat zur Erhöhung des Temperaturniveaus von Wärmeströmen, wobei als Antriebsleistung (anders als bei der Kompressionswärmepumpe) keine mechanische Energie, sondern eine Wärmequelle eingesetzt wird, um die Erhöhung des Temperaturniveaus zu erreichen. Der Vorteil besteht darin, dass beispielsweise Abwärme (sofern ihr Temperaturniveau ausreicht) genutzt werden kann, um den Prozess anzutreiben. Aus energetischer Sicht ist dies oftmals günstiger als der Einsatz hochwertiger (oft aus elektrischer Energie gewonnener) mechanischer Arbeit. Um einen stärkeren Temperaturhub zu realisieren, lassen sich AWPs nicht nur in Form eines im Folgenden skizzierten einstufigen Prozesses realisieren. Durch mehrstufige Prozesse lässt sich der Temperaturbereich erweitern.
Absorptionswärmepumpen sind mit den Absorptionskältemaschinen verwandt. Im Gegensatz zu diesen ist das Ziel jedoch nicht der Entzug einer Wärme bei Temperaturen unterhalb der Umgebungstemperatur aus einem System, sondern die Zufuhr einer Wärme in ein System oberhalb der Umgebungstemperatur unter Nutzung von Wärme, deren Temperaturniveau erhöht wird. Ein weiterer Unterschied besteht darin, dass sich Absorptionswärmepumpen in zwei grundsätzliche Betriebsweisen unterscheiden lassen:
1. Bei Absorptionswärmepumpen vom Typ I wird eine Wärme auf niedrigem Temperaturniveau (Umgebungstemperatur oder auch darüber) mit einer zweiten Wärme auf deutlich höherem Temperaturniveau „gemischt“, so dass eine Wärme mit einer mittleren Temperatur bereitgestellt wird.
2. Bei Wärmepumpen vom Typ II, auch Wärmetransformator genannt, wird eine Wärme bei einer mittleren Temperatur in zwei Wärmen mit hoher und niedriger Temperatur „aufgeteilt“.[1] In der industriellen Praxis spielen AWPs vom Typ II gegenwärtig allerdings keine nennenswerte Rolle.

## Absorptionswärmepumpe vom Typ I
Bei einer Absorptionswärmepumpe von Typ I wird der Kältemittelkreislauf einer Kompressionswärmepumpe (KWP) mit einem zweiten Kreislauf, dem Lösungsmittelkreislauf, gekoppelt. Der Lösungsmittelkreislauf ersetzt den Kompressor der KWP. Dies hat den Vorteil, dass statt der energieaufwendigen Kompression des Dampfes nur eine Pumpe benötigt wird, um die flüssige Mischung aus Lösungs- und Kältemittel auf einen höheren Druck zu bringen. Infolge der vernachlässigbaren Kompressibilität von Flüssigkeiten ist der Energieaufwand der Druckerhöhung deutlich geringer.
Zunächst wird eine Wärme bei vergleichsweise niedriger Temperatur (Umgebung oder niederwertige Abwärme) im Verdampfer aufgenommen. Dort wird das Kältemittel bei niedrigem Druck verdampft. Dieser Dampf wird dann im Absorber vom Lösungsmittel absorbiert. Dabei wird Wärme auf einem höheren Temperaturniveau frei. Die entstehende flüssige Mischung wird mit einer Pumpe in den Generator (auch Austreiber genannt) gefördert. Dabei wird der Druck deutlich erhöht. Beim erhöhten Druck wird das Kältemittel desorbiert (d. h. aus dem Lösungsmittel ausgetrieben). Dazu wird die Antriebswärme, die eine noch höhere Temperatur aufweist, zugeführt. Das Lösungsmittel wird nun über eine Drossel entspannt und wieder dem Absorber zugeführt. Ein Teil des thermischen Energieinhalts des Lösungsmittels wird mitunter genutzt, um über einen Wärmeübertrager den in den Generator eintretenden Mischstrom vorzuwärmen. Unterdessen strömt das ausgetriebene Kältemittel in den Kondensator. Die dort freiwerdende Kondensationsenthalpie wird als Wärme auf einem ähnlichen Temperaturniveau frei wie im Absorber. Der Druck des nun flüssigen Kältemittels wird anschließend über eine weitere Drossel reduziert, wobei es bereits teilweise wieder verdampft, bevor es dem Verdampfer zugeführt wird.
Als nutzbare Wärme stehen die in Absorber und Kondensator freiwerdenden Wärmemengen zur Verfügung. Diese beiden Wärmemengen entsprechen in Summe den beiden Wärmemengen, die in Verdampfer und Generator zugeführt wurden. Das Temperaturniveau liegt zwischen denen der beiden zugeführten Wärmen. Angetrieben durch die Hochtemperaturwärme wurde also die Niedertemperaturwärme auf eine höhere Temperatur „gepumpt“ und dabei mit dieser „gemischt“.
Die Leistungszahl (COP; von englisch: coefficient of performance) einer Absorptionswärmepumpe (Typ I), die bei Wärmepumpen als Maßzahl für den Wirkungsgrad dient, ist definiert als das Verhältnis der nutzbaren Wärme zur eingesetzten Antriebswärmeleistung (ohne die dem Verdampfer zugeführte Niedertemperaturwärme):
{\displaystyle COP_{\text{th}}={\frac {{\dot {Q}}_{\text{Absorber}}+Q_{\text{Kondensator}}}{{\dot {Q}}_{\text{Generator}}}}}
Der (verhältnismäßig kleine) mechanische Energieaufwand für die Pumpe wird dabei nicht berücksichtigt. Der COP einer Absorptionswärmepumpe kann dabei größer 1 (bzw. 100 %) sein. Dies stellt keinen Verstoß gegen den Ersten Hauptsatz der Thermodynamik dar, da die Definition des COP die Energiezufuhr im Verdampfer ignoriert.

## Wärmetransformator (Absorptionswärmepumpe vom Typ II)
Ein Wärmetransformator ist eine verfahrenstechnische Anlage, die einen Wärmestrom mittlerer Temperatur in zwei Wärmeströme aufteilt. Einer der beiden erzeugten Teilwärmeströme verfügt dabei über ein höheres Temperaturniveau als der Ausgangswärmestrom, der andere Teilwärmestrom über ein niedrigeres Temperaturniveau. Er kann damit zur Nutzbarmachung von Abwärme mit unzureichendem Temperaturniveau eingesetzt werden. Im Idealfall wird ein Wärmetransformator nur mit Wärme betrieben, in der Realität wird trotzdem mechanische Energie (Strom) als Hilfsenergie für den Prozess benötigt. Technisch realisieren lässt sich ein Wärmetransformator beispielsweise durch einen Absorptionswärmetransformator, also einem rückwärtslaufenden Absorptionskältemaschinen-Prozess.

### Thermodynamische Grundlagen
Ein Wärmetransformator unterliegt den Gesetzen der Thermodynamik. Entsprechend muss der 1. Hauptsatz der Thermodynamik – die Energieerhaltung – erfüllt sein:
1. Hauptsatz der Thermodynamik - Energieerhaltung
{\displaystyle Q_{M}=Q_{H}+Q_{K}}
2. Hauptsatz der Thermodynamik - Entropiesteigerung

Außerdem gilt der 2. Hauptsatz der Thermodynamik, wonach die Entropie der Produkte gleich oder größer der Entropie der Edukte sein muss.
Im Folgenden sei TK die Umgebungstemperatur des Systems. Thermodynamisch kann ein Wärmetransformator durch ein System beschrieben werden, in dem eine Wärmekraftmaschine eine Kraftwärmemaschine antreibt. Die Wärmekraftmaschine stellt Arbeit W bereit, die sie aus der Abspaltung des Wärmeteilstrom QK vom Wärmestrom QM auf mittleren Temperaturniveau TM und Umwandlung auf das niedrigere Temperaturniveau TK gewinnt. Die Kraftwärmemaschine verwendet die bereitgestellte Arbeit W, um die von der Wärmemenge QM abgespaltene Wärmemenge QH vom mittleren Temperaturniveau TM auf das hohe Temperaturniveau TH anzuheben. Die Wärme, die die Kraftwärmemaschine von einem niedrigeren Temperaturniveau auf ein höheres Temperaturniveau anheben kann, wird somit limitiert durch die Arbeit, die die Wärmekraftmaschine der Kraftwärmemaschine bereitstellt. Außerdem gilt, je höher das Temperaturniveau TH der Nutzwärme ist, desto weniger Nutzwärme QH kann bereitgestellt werden.
Eleganter lässt sich die Herleitung durch die Exergie ausrücken: Die Wärme QH auf dem hohen Temperaturniveau TH kann nur maximal so viel Exergie Ex(QH) enthalten, wie der Wärmestrom QM an Exergie Ex(QM) auf mittlerem Temperaturniveau TM bereitstellt:
{\displaystyle Ex(Q_{M})\geq Ex(Q_{H})+Ex(Q_{K})}
Mit Niedertemperatur-Wärmesenke als Umgebungswärme gilt
{\displaystyle Ex(Q_{K})=0}
und somit
{\displaystyle Ex(Q_{M})\geq Ex(Q_{H})}
Mit der Definition der Exergie als
{\displaystyle Ex(Q)=\left(1-{\frac {T_{\text{Umgebung}}}{T}}\right)\cdot Q}
und Einsetzen der Temperaturen ergibt sich:
{\displaystyle \left(1-{\frac {T_{K}}{T_{M}}}\right)\cdot Q_{M}\geq \left(1-{\frac {T_{K}}{T_{H}}}\right)\cdot Q_{H}}
Mit Definition einer Arbeitszahl {\displaystyle \eta } bzw. {\displaystyle COP} ( = Coefficient of Performance) als Quotient aus Nutzwärme {\displaystyle Q_{H}} zu Antriebswärme {\displaystyle Q_{M}} gilt:
{\displaystyle \eta =COP={\frac {Q_{H}}{Q_{M}}}}
{\displaystyle COP={\frac {Q_{H}}{Q_{M}}}\leq {\frac {1-T_{K}/T_{M}}{1-T_{K}/T_{H}}}={\frac {T_{H}\cdot (T_{M}-T_{K})}{T_{M}\cdot (T_{H}-T_{K})}}}
Mit der Definition des Schubs {\displaystyle \Delta T_{\text{Schub}}} als Temperaturdifferenz zwischen dem Antriebstemperaturniveau TM und dem Umgebungstemperaturniveau TK
{\displaystyle \Delta T_{Schub}=T_{M}-T_{K}}
und des Hubs {\displaystyle \Delta T_{\text{Hub}}} als Temperaturdifferenz zwischen dem Nutztemperaturniveau TH und dem Antriebstemperaturniveau TM
{\displaystyle \Delta T_{\text{Hub}}=T_{H}-T_{M}}
gilt:
{\displaystyle COP\leq {\frac {T_{H}\cdot \Delta T_{\text{Schub}}}{T_{M}\cdot (\Delta T_{\text{Hub}}+\Delta T_{\text{Schub}})}}}
{\displaystyle ={\frac {1+{\frac {\Delta T_{\text{Hub}}}{T_{M}}}}{1+{\frac {\Delta T_{\text{Hub}}}{\Delta T_{\text{Schub}}}}}}}
Je niedriger die Temperatur des Niedertemperaturwärmestroms ist, desto höher kann die Temperatur der Hochtemperaturwärme sein beziehungsweise desto größer kann deren Anteil am Ausgangswärmestrom sein. Für die Abgabe der Niedertemperaturwärme ist aber zu beachten, dass diese stets oberhalb der Umgebungstemperatur zu erfolgen hat.
Anders als die Absorptionswärmepumpe vom Typ I haben solche vom Typ II keine direkte Entsprechung in Absorptionskältemaschinen beziehungsweise Kompressionswärmepumpen.

### Absorptionswärmetransformator
Absorpionswärmetransformatoren sind Wärmetransformatoren, die einen rückwärtslaufenden Absorptionskältemaschinenprozess verwenden. Für die Realisierung einer solchen Anlage auf Basis einer Absorptions-Kältemaschine müssen die Drosseln im starken Lösungsmittel-Kreislauf und Kältemittel-Kreislauf durch Pumpen ersetzt werden, wohingegen die Pumpe im schwachen Lösungsmittelkreislauf durch eine Drossel ersetzt werden muss.
Der Antriebswärmestrom wird in Generator und Verdampfer aufgenommen. Das im Verdampfer bei erhöhtem Druck verdampfte Kältemittel wird dem Absorber zugeführt, wo es vom Lösungsmittel absorbiert wird. Die entstehende Mischung wird über eine Drossel entspannt und dem Generator zugeführt. Dort wird das Lösungsmittel bei niedrigerem Druck durch die Antriebswärme ausgetrieben. Das Lösungsmittel wird über eine Pumpe wieder auf erhöhten Druck gebracht und dem Absorber zugeführt. Dabei wird es vielfach über einen Wärmeübertrager durch die Wärme des aus dem Absorber austretenden Mischungsstrom vorgewärmt. Das ausgetriebene Kältemittel wird dem Kondensator zugeführt. Dort kondensiert es aufgrund des niedrigen Drucks bei einer deutlich niedrigeren Temperatur. Die dabei freiwerdende Wärme ist in der Praxis zumeist als wertlose Abwärme zu bewerten. Anschließend wird das flüssige Kältemittel wieder über eine zweite Pumpe auf höheren Druck gebracht und dem Verdampfer zugeführt.
Die vom Wärmetransformator gelieferte nutzbare Wärme ist die im Absorber freigesetzte Lösungswärme des Kältemittels im Lösungsmittel. Die Antriebswärme muss aufgeteilt dem Generator und dem Verdampfer zugeführt werden.
Für den Absorptions-Wärmetransformator gilt, dass der Schub höher sein muss als der Hub, denn sonst funktioniert der Prozess technisch nicht.
{\displaystyle \Delta T_{\text{Schub}}\geq \Delta T_{\text{Hub}}}
Außerdem ist aufgrund der technischen Anwendung {\displaystyle \Delta T_{\text{Hub}}} wesentlich kleiner als TM. Mit
{\displaystyle {\frac {\Delta T_{\text{Hub}}}{\Delta T_{\text{Schub}}}}\approx 1} und {\displaystyle {\frac {\Delta T_{\text{Hub}}}{T_{M}}}\ll 1}
eingesetzt in die oben stehende Gleichung zur Beschreibung des COP eines Wärmetransformators, lässt sich abschätzen, dass der maximale COP eines Absorptionswärmetransformators 0,5 nicht wesentlich überschreiten wird. Aus einer Einheit Wärme auf mittleren Temperaturniveau kann somit nicht wesentlich mehr als eine halbe Einheit Nutzwärme auf hohem Temperaturniveau bereitgestellt werden.
{\displaystyle COP_{\text{max,AbsorptionsWT}}\approx 1/2}
Der Einsatz von Wärmetransformatoren gilt nur als zweckmäßig, wenn Abwärmen bei mindestens 40 Kelvin oberhalb der Umgebungstemperatur zur Verfügung steht und zugleich ein Bedarf für die daraus erzeugbare Hochtemperaturwärme besteht. Einige Absorptionswärmetransformatoren mit Nutzwärmeleistungen zwischen 1 und 10 MW wurden in den 1980er Jahren kommerziell gebaut. Aktuell gibt es jedoch keine kommerzielle Nutzung dieser Technologie.

## Arbeitsstoffpaare
Absorptionswärmepumpen arbeiten, anders als Kompressionswärmepumpen, nicht mit einem einzelnen Einsatzstoff, sondern stets mit einem Arbeitsstoffpaar. Dabei fungiert einer der beiden Stoffe als Kältemittel, der andere als Lösungsmittel. Das Kältemittel muss dabei stets den höheren Dampfdruck aufweisen, da das Lösungsmittel beim Austreiben des Kältemittels im Generator in der flüssigen Phase bleiben soll. Wichtige Arbeitsstoffpaare sind vor allem:
- Wasser / Lithiumbromid (Wasser als Kältemittel)
- Ammoniak / Wasser (Ammoniak als Kältemittel)

Weitere mögliche Arbeitsstoffpaare, die zumindest in der wissenschaftlichen Literatur diskutiert werden, sind beispielsweise:
- Ammoniak / Lithiumnitrat und Ammoniak / Natriumthiocyanat[4]
- Ammoniak / Ionische Flüssigkeiten[5]
- Wasser / Ionische Flüssigkeiten[6]
- Methanol oder Ethanol / Ionische Flüssigkeit[7]
- Trifluorethanol / Tetraethylenglycoldimethylether[8]

Sollte die Umgebung als Senke für den Wärmestrom QK dienen, so kommen wegen der Temperaturen unterhalb des Gefrierpunktes von Wasser im Winter Wasser-Lithiumbromid-Absorptionswärmetransformatoren nicht in Frage. Stattdessen könnten Ammoniak-Wasser-Absorptionswärmetransformatoren genutzt werden. Wegen der bisher seltenen Anwendungsfälle liegen wenig Erfahrungen zu dieser Technologie vor.

## Variante: Adsorptionswärmepumpen
Eine Variante der Absorptionswärmepumpe ist die Adsorptionswärmepumpe (mit „d“ statt mit „b“). Dabei wird das Kältemittel nicht in einer Flüssigkeit gelöst, sondern an der Oberfläche eines porösen Feststoffes angelagert (Adsorption). Beispiele für solche Feststoffe, die durch eine Struktur aus kleinen Poren eine große, innere Oberfläche besitzen, sind Aktivkohlen und Zeolithe.

## Variante: Kältetransformator
Die oben beschriebenen Ausführungen beruhen auf der Annahme, dass die Umgebungstemperatur des Systems der Temperatur TK entspricht und der Wärmestrom auf mittlerem Temperaturniveau genutzt werden soll, um Wärme auf hohem Temperaturniveau bereitzustellen. Theoretisch wäre es auch denkbar, dass das Temperaturniveau TH dem Umgebungstemperaturniveau entspricht. Dann würde der Zweck des Wärmetransformators dazu dienen, eine kleine Kältemenge QK (Aufwand) auf niedrigem Temperaturniveau TK zu nutzen, um eine größere Menge Kälte QM (Nutzen) auf mittlerem Temperaturniveau TM bereitzustellen. Eine solche Anlage könnte dann Kältetransformator genannt werden. Eine technische Realisierung einer solchen Anlage ist jedoch bisher nicht bekannt.